# فيل دريسكول
فيل دريسكول (بالإنجليزية: Phil Driscoll)‏ هو بواق ومغني أمريكي، ولد في 9 نوفمبر 1947 في سياتل في الولايات المتحدة.

## وصلات خارجية
- الموقع الرسمي
- فيل دريسكول على موقع ميوزك برينز (الإنجليزية)
- فيل دريسكول على موقع ديسكوغز (الإنجليزية)